# Вељко Батровић
Вељко Батровић (Подгорица, 5. март 1994) црногорски је фудбалер.

## Каријера
Батровић је у млађим категоријама играо за школу фудбала Бубамара ревита. Док је играо у млађим категоријама за њега су интересовање показали Арсенал, ПСЖ а био је и у кампу италијанског Милана. Током 2010. године се прикључио београдском Партизану, али ипак након шест месеци клуб је одустао од његовог ангажовања због високог обештећења које је тражио његов матични клуб. Након тога је кратко био у екипи Могрена да би потом прешао у Зету у чијем дресу је дебитовао крајем сезоне 2010/11, одигравши један меч у Првој лиги Црне Горе.
У јануару 2012. потписује уговор са екипом Виђева из Лођа. У пољском клубу је провео наредне четири сезоне. У прве две сезоне је углавном био на клупи, али у друге две је био стандардан. Одиграо је за Виђев укупно 58 првенствених мечева на којима је постигао четири гола. У сезони 2015/16. је играо за словеначког прволигаша Заврч, у чијем дресу је одиграо 25 првенствених утакмица на којима је био стрелац шест пута. У лето 2016. године прелази у Домжале, у чијем дресу је током сезоне 2016/17. одиграо само десет првенствених утакмица. Након Домжала прелази у још један словеначки клуб Кршко где је током првог дела сезоне 2017/18. одиграо само четири првенствене утакмице.
У зимском прелазном року сезоне 2017/18. прелази у бугарски клуб Етар из Великог Трнова. У овом клубу је провео наредних сезону и по и одиграо укупно 41 првенствену утакмицу, уз 11 постигнутих голова. У јуну 2019. године потписао је двогодишњи уговор са Радничким из Ниша. У Радничком је провео једну полусезону након чега је напустио клуб, а у фебруару 2020. је потписао уговор са бугарским друголигашем Септемвријем из Софије. У јулу 2020. прешао је грчког друголигаша Панахаики. Наредне три године је провео у Грчкој, променивши притом неколико клубова, да би се у августу 2023. вратио у црногорски фудбал и потписао за подгоричку Будућност.